# West Side Story
Pour les articles homonymes, voir West Side Story (homonymie).
West Side Story est une comédie musicale américaine de Leonard Bernstein, Stephen Sondheim (lyrics) et Arthur Laurents (livret), basée sur une conception de Jerome Robbins, inspiré de la tragédie Roméo et Juliette de William Shakespeare et créé le 26 septembre 1957 au Winter Garden Theatre de Broadway. La chorégraphie et la mise en scène sont de Jerome Robbins, les décors d'Oliver Smith et les costumes d'Irene Sharaff.
Située dans le quartier de Upper West Side à Manhattan dans le milieu des années 1950, l'intrigue cible surtout la rivalité entre Jets et Sharks, deux bandes de jeunes des bas-quartiers, pour le monopole du territoire. Les Jets, jeunes de la classe ouvrière blanche, se considèrent comme les véritables Américains car nés en Amérique, même si de parents eux-mêmes émigrés, d'Irlande, de Suède ou encore de Pologne. Les Sharks appartiennent à la deuxième génération d'émigrés venus, eux, de Porto Rico. Tony, ami du chef des Jets, Riff, rencontre Maria, la sœur de Bernardo, chef des Sharks. Ils tombent amoureux l'un de l'autre au premier regard lors d'une soirée dansante.
La noirceur du thème, la musique sophistiquée, l'importance des scènes de danse, l'accent mis sur les problèmes sociaux ont constitué un tournant dans le théâtre musical américain. La partition de Bernstein est devenue extrêmement populaire grâce à des airs comme Something's coming, Maria, America, Somewhere, Tonight, Jet Song, I Feel Pretty, One Hand, One Heart, Gee, Officer Krupke et Cool.
Produit par Robert E. Griffith et Harold Prince, le spectacle tient l'affiche durant 732 représentations avant de partir en tournée. Nommé en 1957 pour le Tony Award de la meilleure comédie musicale (finalement accordé à The Music Man de Meredith Willson), il remporte le prix de la meilleure chorégraphie pour Robbins. La production londonienne connaît une durée de représentation encore plus importante et le spectacle fait l'objet de nombreuses reprises et bénéficie d'un succès international.
Une adaptation cinématographique est réalisée par Robert Wise et Jerome Robbins en 1961. Interprété par Natalie Wood, Richard Beymer, Rita Moreno, George Chakiris ou encore Russ Tamblyn, ce long métrage devient un classique du film musical et remporte dix Oscars (sur onze nominations) lors de la 34e cérémonie des Oscars. Une seconde adaptation réalisée par Steven Spielberg est sortie en 2021.
Durant l'été 2023, une version francophone est créée lors du Festival Bruxellons à Molenbeek-Saint-Jean dans une mise en scène de Daniel Hanssens et Kylian Campbell, traduction de Stéphane Laporte, chorégraphie de Kylian Campbell et Antoine Pedros.

## Argument
Selon Bernstein, West Side Story est une vraie comédie musicale contant une histoire tragique tentant d'éviter de tomber dans les « pièges » de l’opéra. 
Selon lui, une ligne nette sépare les deux formes Opéra et Musical, réalisme et poésie, ballet et danses, abstraction et représentation. 
Toutefois, West Side Story n'est pas la première comédie musicale connaissant une fin tragique. En effet, au moins deux autres comédies musicales de la même époque se terminent de la même façon : Carousel de Richard Rodgers et Oscar Hammerstein (1945) et Street Scene de Kurt Weill (1947).
Selon Stephen Sondheim, même si West Side Story a influencé de nombreuses autres œuvres du répertoire, son innovation se trouve plus dans le style théâtral utilisé que le sujet lui-même.

### Acte I
1. Prologue
2. Jet Song
3. Something's Coming
4. Dance at the Gym, Blues
5. Dance at the Gym, Promenade
6. Dance at the Gym, Mambo
7. Dance at the Gym, Cha-Cha
8. Dance at the Gym, Meeting Scene
9. Dance at the Gym, Jump
10. Maria
11. Tonight
12. America
13. Cool
14. One Hand, One Heart
15. Tonight, quintet and chorus
16. The Rumble

Deux bandes rivales d'adultes, les Jets (irlandais, polonais) et les Sharks (immigrés portoricains), se disputent le contrôle d'un quartier new-yorkais, au milieu des sifflets et des railleries des policiers (Danse du Prologue). Les Jets s'écartent pour faire la fête de leur côté et se concertent pour trouver un moyen de conserver leur domination sur la rue (Chanson des Jets). Leur chef, Riff, convainc son ami Tony, de les rejoindre au bal du quartier. Fidèle à Riff, Tony acquiesce mais il n'est pas heureux de la vie en bande et imagine un futur meilleur (Something's Coming). Maria travaille dans un magasin de robes de mariées avec Anita, la petite amie de son frère, Bernardo, qui est le chef des Sharks. La famille de Maria a choisi Chino pour être son futur mari. Maria est nouvellement arrivée de Porto Rico et, comme Tony, est pleine d'espoir. Anita confectionne une robe pour Maria qu'elle portera au bal du quartier.
Au bal, après les présentations, les jeunes gens commencent à danser. Bientôt commence une danse de défi (Mambo). Tony et Maria s'aperçoivent à travers la salle et se sentent mutuellement attirés. Ils dansent ensemble oubliant la tension régnant dans la salle, et tombent amoureux. Bernardo exaspéré enlève sa sœur des bras de Tony et l'envoie à la maison. Riff et Bernardo se mettent d'accord pour se retrouver pour un « conseil de guerre » dans l'arrière-boutique du Doc, considérée comme terrain neutre. Tony, épris et heureux, cherche l'immeuble de Maria pour chanter une sérénade sous ses fenêtres (Maria). Maria apparaît alors sur l'escalier de secours, et les deux jeunes gens s'avouent leur amour (Tonight). Pendant ce temps, Anita et les autres filles des Sharks évoquent les différences entre Porto Rico et l'Amérique (America). Chez le Doc, l'anxiété monte parmi les Jets qui attendent les Sharks. L' officier Krupke les interroge pour savoir ce qu'ils font à traîner la nuit dehors. La bande se moque alors de Krupke et des autres adultes (assistants sociaux, police, psychiatres et juges), qui ne les comprennent pas (Gee, Officer Krupke). Les Sharks arrivent, et après une interruption de l'inefficace lieutenant Schrank, ils conviennent que Bernardo se battra contre Riff. Tony suggère les poings, mais ce sont les armes qui sont choisies. En dépit des avertissements de Doc, Tony est convaincu que rien ne peut arriver de grave ; il est amoureux.
Tony retrouve Maria au magasin le jour suivant, où ils rêvent de leur mariage (One Hand, One Heart). Elle demande à Tony d'empêcher le combat, Il lui promet. Tony, Maria, Anita, Bernardo (et les Sharks), et Riff (et les Jets), tous évoquent chacun de leur côté les événements de cette nuit (Tonight Quintet). Tony arrive et essaye d'arrêter la bagarre qui a déjà commencé. Mais Bernardo raille Tony, ridiculise sa tentative de faire la paix et le provoque de toutes les manières alors que Tony conserve son calme. Au milieu de la bagarre, Riff et Bernardo doivent se battre à mains nues mais les couteaux les remplacent rapidement. Tony conjure Riff de s'écarter, mais Riff s'en débarrasse et continue le combat. Bernardo poignarde Riff. En réaction, Tony tue Bernardo dans un accès de fureur. Le bruit des sirènes se rapproche, et tout le monde se disperse, excepté Tony, choqué par ce qu'il a fait. Au dernier moment, Anybodys, un garçon manqué, qui espère devenir un Jet, indique à Tony le moyen de se sauver. Seuls restent les corps de Riff et de Bernardo.

#### Coupures
- Mix! (acte 1, scène 1) est réutilisé plus tard dans le deuxième mouvement de Chichester Psalms ;
- This Turf is Ours (Acte I, scène 1) devait remplacer Jet Song mais l’équipe trouvait le style trop violent et fut donc abandonné. Il fut réutilisé en 1961 comme thème principal de Fanfare for the Inauguration of John F. Kennedy ;
- Un premier Mambo (acte 1 scène 3), qui ne ressemblait en rien au Mambo actuel, est abandonné ;
- Un Huapango (acte 1 scène 3), danse d’origine mexicaine, de 24 mesures est aussi abandonné mais certains éléments sont utilisés dans Dance at the Gym ;
- Like everybody else (acte 1, scène 6) devant être interprété par Anybody, fut également abandonné[6].

### Acte II
1. I Feel Pretty
2. Ballet Sequence, Allegro agitato
3. Ballet Sequence, Lo stesso tempo
4. Ballet Sequence, adagio
5. Ballet Sequence, scherzo
6. Ballet Sequence, Somewhere
7. Ballet Sequence, Procession and Nightmare
8. Ballet Sequence, adagio
9. Gee, Officer Krupke
10. A Boy Like That
11. I Have a Love
12. Change of Scene
13. Jukebox, Taunting Scene
14. Finale

Avec ses amies, Maria n'a pas entendu les nouvelles et rêve éveillée heureuse d'être aimée par Tony (I Feel Pretty). Elle évoque le mariage, mais les filles croient qu'elle pense à Chino. Chino arrive alors et annonce que Tony a tué Bernardo, et jure qu'il le lui fera payer. Après leur départ, Tony grimpe par la fenêtre de Maria et la trouve en prière. Il explique ce qui s'est passé et demande son pardon. Maria et Tony imaginent un monde meilleur où ils pourront s'aimer, et où les Jets et les Sharks pourront vivre ensemble dans la paix et l'harmonie (Somewhere). Ils s'embrassent sur le lit de Maria. Pendant ce temps, les Jets décident de s'occuper des Sharks et de défendre Tony. Ils se préparent en restant détendus pour ne pas causer d'autres meurtres (Cool).
Anita effondrée arrive chez Maria. Tony s'échappe par la fenêtre, demandant à Maria de le retrouver chez le Doc d'où ils pourront s'enfuir au loin. Anita se rend compte que Tony était avec Maria, et demande avec horreur comment elle peut aimer l'homme qui a tué son frère (A Boy Like That). Maria répond passionnément (I Have A Love), et Anita comprend que Maria aime Tony autant qu'elle-même a aimé Bernardo. Elle avoue que Chino a un revolver et recherche Tony. Schrank arrive pour interroger Maria, et Anita accepte à contrecœur d'aller chez le Doc pour demander à Tony d'attendre.
Au magasin, les Jets raillent Anita avec des insinuations et des insultes racistes. Les moqueries se transforment en agression physique, et Anita est violentée avant que Doc horrifié n'arrive pour arrêter les garçons. Dans sa colère, Anita hurle aux Jets que Bernardo avait raison à leur sujet et ment en disant que Chino a tué Maria. Après avoir calmé les Jets, le Doc relate la nouvelle à Tony, qui faisait les cent pas dans la cave du Doc en rêvant de s'installer à la campagne et d'avoir des enfants avec Maria. Doc lui apprend la triste nouvelle (sans savoir que c'est un mensonge défensif d'Anita). Sentant que plus rien ne vaut de vivre, Tony part chercher Chino priant pour que Chino le tue aussi. Au moment où Tony s'aperçoit que Maria est vivante, Chino arrive et le tue. Pendant que Tony meurt dans les bras de Maria, les Jets et les Sharks se rassemblent autour des amoureux (Somewhere, reprise). Maria prend le revolver de Chino et leur dit que c'est la haine qui a tué Tony et les autres, maintenant elle peut les tuer, parce qu'elle les hait aussi. Mais elle est incapable de tirer et s'effondre dans sa douleur, mettant fin au cycle de la violence. Progressivement, les membres des deux bandes se réunissent de chaque côté du corps de Tony, proposant de mettre fin à jamais à leur inimitié. Les Jets et les Sharks forment un cortège et ensemble ils portent le corps de Tony. Krupke arrête Chino.

## Genèse

### Les prémices

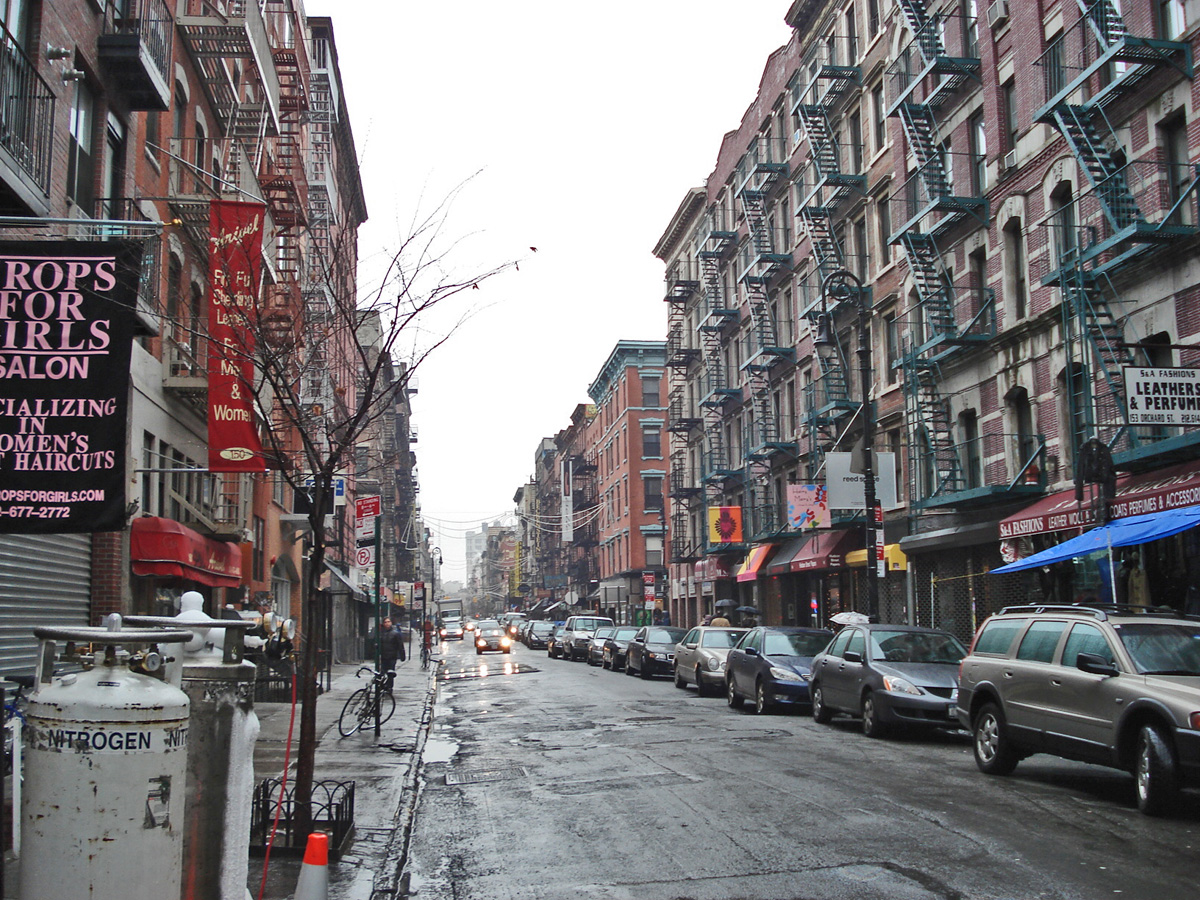
Orchard Street, Lower East Side : Jerome Robbins y situe le projet d'une East Side Story opposant une famille italo-américaine catholique et une famille juive

En 1949, Montgomery Clift, jeune premier prometteur, demande à son amant, le chorégraphe Jerome Robbins, des conseils sur la façon de jouer sur scène le rôle de Roméo qu'il voudrait tout à la fois authentique et frappé au sceau de la modernité[réf. nécessaire]. Cette requête donne à Robbins l'idée initiale de ce qui va devenir West Side Story. Il propose à Leonard Bernstein et à Arthur Laurents de participer à une adaptation musicale contemporaine de Roméo et Juliette. Il souhaite que l'accent soit mis sur le conflit opposant, au cours de la période de Pâques/Pessa'h, une famille italo-américaine catholique et une famille juive vivant dans le Lower East Side de Manhattan. La jeune fille a survécu à l'Holocauste et a émigré d'Israël. Le conflit devait être centré autour de l'antisémitisme des « Jets », catholiques, et le ressentiment des « Emeralds », juifs. Désireux d'écrire sa première comédie musicale, Laurents accepte immédiatement. Bernstein veut présenter le matériel sous la forme d'un opéra mais Robbins et Laurents s'opposent à cette suggestion. Ils qualifient le projet de « théâtre lyrique » et Laurents écrit une première ébauche qu'il titre East Side Story. C'est seulement après avoir terminé que le groupe réalise qu'il ne s'agit finalement que de la mise en musique de thèmes déjà couverts par des pièces comme Abie's Irish Rose. Lorsqu'ils décident d'abandonner, les trois hommes se séparent et la pièce est mise de côté pendant près de cinq ans,.
En 1955, le producteur de théâtre Martin Gabel travaille à une adaptation scénique de Serenade, roman de James M. Cain traitant d’un chanteur d’opéra devenu muet et amoureux d’une prostituée grâce à qui il va retrouver sa voix. Mais un jour, il retrouve l’homme qui lui a causé des problèmes et sa maîtresse décide de tuer cet homme dérangeant. Dès lors, les deux amants partent au Guatemala.
Martin Gabel invite Laurents à écrire le livret. Laurents accepte et propose à Bernstein et Robbins de rejoindre l'équipe de la création. Robbins estime que si les trois joignent à nouveau leurs forces, ils devraient reprendre l'East Side Story, ce qu'approuve Bernstein. Laurents, cependant, est engagé par Gabel qui lui présente le jeune compositeur et lyriciste Stephen Sondheim. Sondheim auditionne en jouant la partition de Saturday Night, la comédie musicale qu'il doit présenter à l'automne. Laurents aime les paroles, mais n'est pas convaincu par la musique. Sondheim ne tient pas compte de l'avis de Laurents. Sérénade est finalement écartée.
Laurents est engagé pour écrire le scénario d'un remake pour Ava Gardner du film de 1934 avec Greta Garbo, The Painted Veil. Il contacte Bernstein qui dirige au même moment à la Hollywood Bowl. Ils se rencontrent au Beverly Hills Hotel et la conversation tourne autour de la délinquance juvénile, un phénomène social relativement récent qui fait la une des journaux en raison de la guerre que se livrent les gangs dans le quartier chicano. Bernstein suggère qu'ils retravaillent East Side Story pour le situer à Los Angeles mais Laurents se sent plus proche des Puerto Ricains et de Harlem que des Mexico-Américains et d'Olvera Street. Ils rappellent Robbins, tout à fait enthousiaste à l'idée d'une comédie musicale sur un rythme latino. Il se rend à Hollywood pour chorégraphier les séquences de danse de Le Roi et moi et commence à élaborer la comédie musicale avec Laurents tout en travaillant chacun sur leurs projets respectifs et en gardant le contact avec Bernstein qui est retourné à New York. Lorsque le producteur du Painted Veil remplace Ava Gardner par Eleanor Parker et demande à Laurents de réviser son script, il se retire du film ce qui lui permet de consacrer tout son temps à la scène musicale.

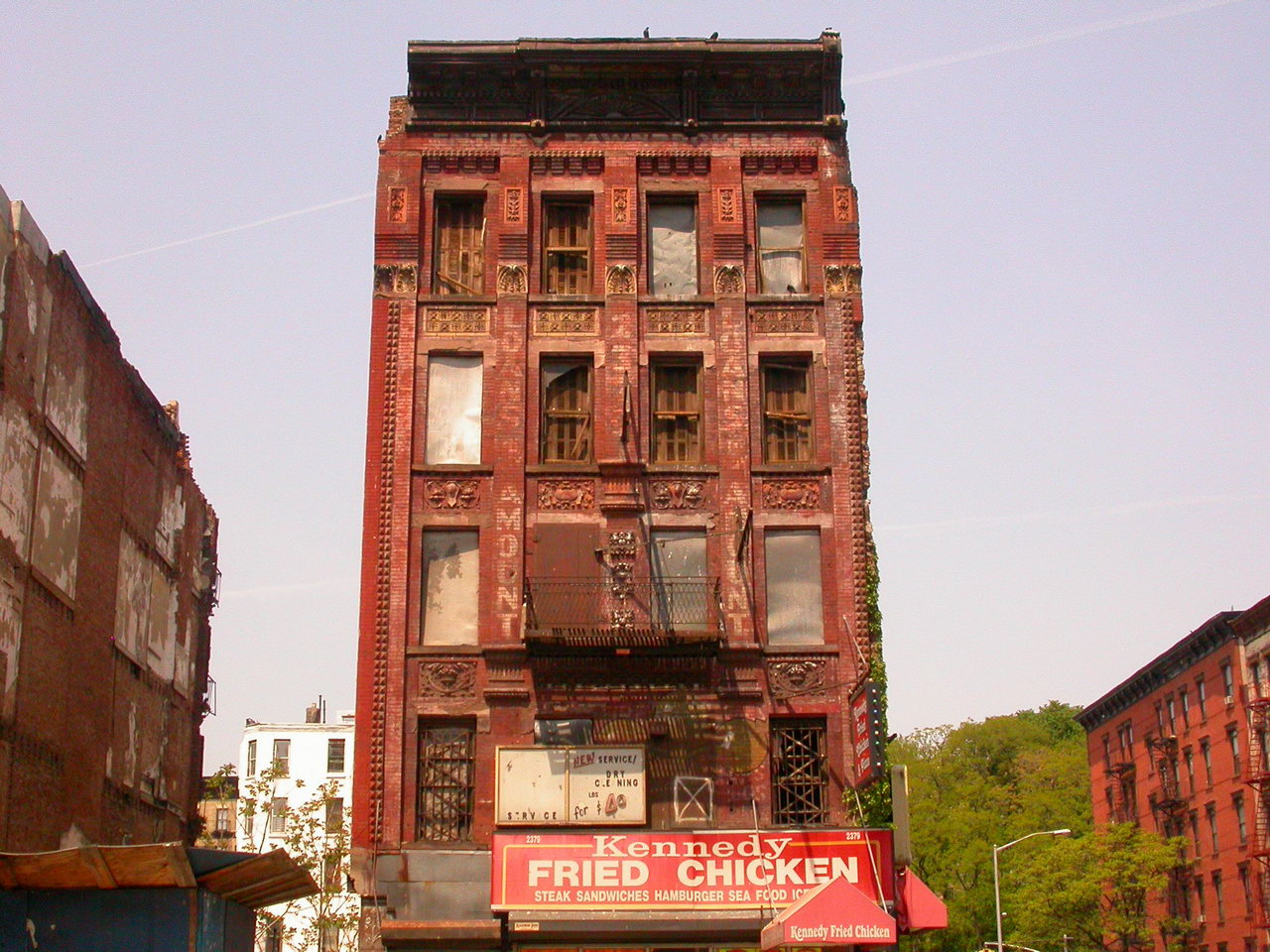
C'est dans les rues de Harlem qu'Arthur Laurents pose finalement le décor de la lutte mortelle entre les Jets, jeunes de la classe ouvrière blanche et les Sharks, membres de la première génération d'Américains émigrés de Puerto Rico.

### Collaborations

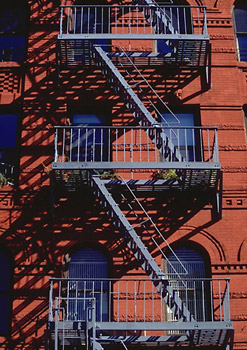
Le livret de Laurents suit scrupuleusement Roméo et Juliette. Le décor de la scène du balcon pour laquelle est écrite une nouvelle chanson, Tonight, pour être typiquement new-yorkais n'est pas moins romantique que celui de Vérone.

À New-York, Laurents se rend à la soirée organisée pour la première de la nouvelle pièce d'Ugo Betti où il rencontre Sondheim et l'informe que le projet East Side Story, rebaptisé West Side Story, est remis sur les rails. Bernstein désirant se consacrer uniquement à la musique fait appel aux paroliers Betty Comden et Adolph Green pour l'écriture des lyrics mais l'équipe préfère travailler sur Peter Pan. Laurents propose donc à Sondheim d'entrer dans l'aventure. Celui-ci, plus motivé pour écrire la partition de son nouveau projet (Saturday Night a été abandonné), hésite et finit par accepter sur les conseils d'Oscar Hammerstein qui l'ont convaincu de la valeur et du caractère prometteur du projet. Plus tard, Bernstein considéra Sondheim comme son alter ego, du fait qu'il était également compositeur. Entre-temps, Laurents a écrit une nouvelle esquisse du livret en changeant le profil des personnages : Anton, auparavant Italo-Américain, se découvre une origine polonaise et Maria, Juive au départ, revêt dès lors les habits d'une Portoricaine.
Le livret original écrit par Laurents suit scrupuleusement Roméo et Juliette, hormis les personnages de Rosaline et des parents des deux amants, supprimés dès le départ, et les scènes de la mort feinte puis du suicide de Juliette un peu plus tard. La langue pose un problème : les jurons sont rares dans le théâtre élisabéthain et il faut absolument éviter les expressions argotiques qui ne manqueraient pas de paraître « datées » au moment de la première. Finalement, Laurents invente un langage aux sonorités proches de celles de la rue comme « cut the frabba-jabba », sorti tout droit de son imagination. Sondheim transforme en lyrics de longs passages dialogués, parfois juste une simple phrase comme « A boy like that would kill your brother ». Avec l'aide d'Oscar Hammerstein, Laurents persuade Bernstein et Sondheim de la nécessité de déplacer vers la scène située dans la boutique de mariage One Hand, One Heart, considérée trop simpliste pour la scène du balcon et remplacée par Tonight écrite à cet effet. Laurents estime que la tension de la pièce doit être allégée pour accroître l'impact de l'issue tragique et ajoute dans ce but l'effet comique produit par l'officier Krupke au second acte. Sur d'autres questions il n'est pas suivi : il trouve les paroles d'America et I Feel Pretty trop spirituelles pour les personnages auxquels elles sont destinées mais elles sont conservées et se trouveront parmi les airs favoris du public. Une autre chanson, Kid Stuff, est rajoutée et rapidement éliminée lors de l'avant-première de Washington, D.C., Laurents persuadant les autres qu'elle entraînerait le spectacle sur la pente de la comédie.
Bernstein compose simultanément West Side Story et Candide, ce qui conduit à certains échanges de matériel entre les deux œuvres : le duo de Tony et Maria One Hand, One Heart, était initialement destiné à Cunégonde. La musique de Gee, Officer Krupke est tirée de la scène de Venise. Laurents explique ainsi le style voulu par l'équipe de la création : « De même que Tony et Maria, notre Roméo et notre Juliette, se démarquent des autres enfants par leur amour, de même, nous avons essayé de les situer à part par leur langage, leurs chansons, leurs mouvements. Chaque fois que possible dans le spectacle, nous avons essayé de renforcer l'émotion ou d'articuler l'inarticulé de l'adolescence au travers de la musique, du chant ou de la danse. »
Le thème d’America , l’introduction de Puerto Rico, you lovely Island, et la scène de Taunting sont extraits d'un ballet resté inédit : Conch Town, de 1941, époque au cours de laquelle Bernstein découvre la musique cubaine et se passionne pour elle.
La fin de l’oeuvre devait s'achever à l’origine sur un simple accord de Do majeur tenu sur quatre mesures. À cet accord final fut ajouté un fa# grave dans les Symphonic Dances. On entend également cette note grave dans la version enregistrée en 1984 par Bernstein lui-même et également dans l’édition définitive du full score de 1994. Selon l’un des orchestrateurs de Bernstein, Sid Ramin, c’est Bernstein, au départ inconscient du nombre élevé de tritons (quarte augmentée : Do-Fa#) qui parcouraient son œuvre (notamment dans Cool, Maria, Who knows), qui décida d'ajouter cet intervalle, cette fois-ci renversé, tout à la fin. Également selon Nigel Simeone, il s’agit plus d’une caractéristique musicale qui donne une cohérence à son œuvre que d’une volonté délibérée, même si Bernstein a déclaré plus tard le contraire.
Le spectacle est pratiquement terminé à l'automne 1956 mais presque tous les membres de l'équipe de la création sont occupés à d'autres engagements : Robbins avec Bells Are Ringing, Bernstein avec Candide et, en janvier 1957, Laurents avec sa dernière pièce A Clearing in the Woods, rapidement retirée de l'affiche. Deux mois avant le début des répétitions, l'audition organisée pour lever des fonds n'ayant pas rapporté d'argent, le producteur Cheryl Crawford se retire du projet . Tous les autres producteurs avaient déjà tourné le dos au projet, le jugeant trop noir et trop déprimant. Bernstein est découragé mais Sondheim persuade son ami Harold Prince, qui se trouve à Boston pour superviser l'avant-première de la nouvelle comédie musicale de George Abbott New Girl in Town, de lire le script. Prince apprécie le scénario mais préfère demander son opinion à Abbott, son mentor de longue date. Celui-ci lui conseille de tourner les talons. Prince sait bien que l'opinion d'Abbott est guidée par les difficultés rencontrées par New Girl in Town et décide de l'ignorer. Il s'envole pour New York avec son partenaire de production Robert E. Griffith pour entendre la partition. Dans ses mémoires, Prince se souvient : « Sondheim et Bernstein étaient assis au piano, jouant leur musique, et bientôt je chantais avec eux. »

### Le temps de la production

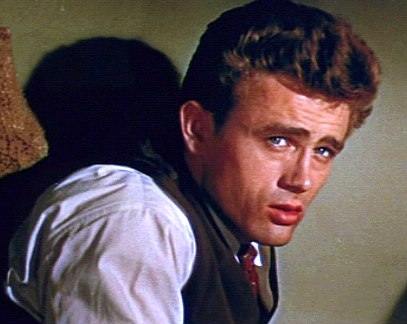
James Dean, pressenti pour le rôle de Tony, meurt juste avant son audition.

Prince commence par réduire le budget et collecter des fonds. Il parvient, avec le coproducteur Robert Griffith, à réunir la somme de 300 000 $ en l'espace d'une semaine. Robbins annonce alors qu'il ne veut pas chorégraphier le spectacle mais se ravise lorsque Prince lui accorde huit semaines de répétitions pour le ballet (au lieu des quatre habituelles), du fait de la place de la danse plus importante dans West Side Story que dans tous les spectacles précédents de Broadway, et l'autorise à embaucher Peter Gennaro comme assistant. Concernant la distribution, Laurents souhaite avoir James Dean pour le rôle principal de Tony mais l'acteur meurt avant son audition d'un accident de la route. Sondheim trouve Larry Kert et Chita Rivera qui créent respectivement les rôles de Tony et Anita. La mise en scène n'est pas toujours facile. Bernstein dit dans Rolling Stone :

« Tout le monde nous disait que [West Side Story] était un projet impossible... Et on nous disait aussi que personne ne serait capable de chanter des quartes augmentées comme celles de « Ma-ri-a »... que la partition était trop harmonique pour de la musique populaire... D'ailleurs, qui voudrait voir un spectacle dans lequel le rideau du premier acte se lève sur deux cadavres gisant sur la scène ? Et puis nous avons eu le problème vraiment difficile de la distribution, parce que les personnages devaient être en mesure non seulement de chanter mais de danser, de jouer et d'être pris pour des adolescents. En fin de compte, certains étaient des adolescents, certains avaient 21 ans, d'autres 30 mais avaient l'air d'en avoir 16. Certains étaient des chanteurs merveilleux, mais ne dansaient pas très bien, ou vice versa... et s'ils pouvaient faire les deux, ils ne savaient pas jouer. »

Tout au long de la période de répétition, les journaux new-yorkais sont remplis d'articles sur la guerre des gangs, rappelant l'actualité de l'intrigue. Avant de confirmer son titre définitif de West Side Story, celui de Gangway (également Gang Way) a également été envisagé puis abandonné. Robbins prend les membres de la distribution jouant les Sharks et les Jets séparément afin de les dissuader de se socialiser entre eux et rappelle à tous la réalité de la violence des gangs en affichant les nouvelles sur le panneau d'information des coulisses. Robbins exige de sa distribution en baskets et jeans moulants un réalisme crâneur. Il leur donne une liberté que les danseurs de Broadway n'ont jamais connue jusque-là dans l'interprétation de leurs rôles ; les danseurs sont ravis de se voir traités comme des acteurs et non plus seulement comme des corps chorégraphiés. Comme les répétitions avancent bien, Bernstein se bat pour conserver l'intégrité de sa partition alors que les autres membres de l'équipe l'incitent à couper toujours plus et toujours plus largement des passages « opératiques » complexes. Columbia Records refuse tout d'abord d'enregistrer le cast recording, prétextant la difficulté et le caractère déprimant de la partition. Il y a des problèmes avec la scénographie d'Oliver Smith. Ses toiles peintes sont spectaculaires mais les décors sont, pour la plupart, soit d'apparence misérable soit trop stylisés. Prince refuse de dépenser de l'argent dans de nouvelles constructions et Smith est obligée d'improviser pour le mieux avec très peu d'argent.

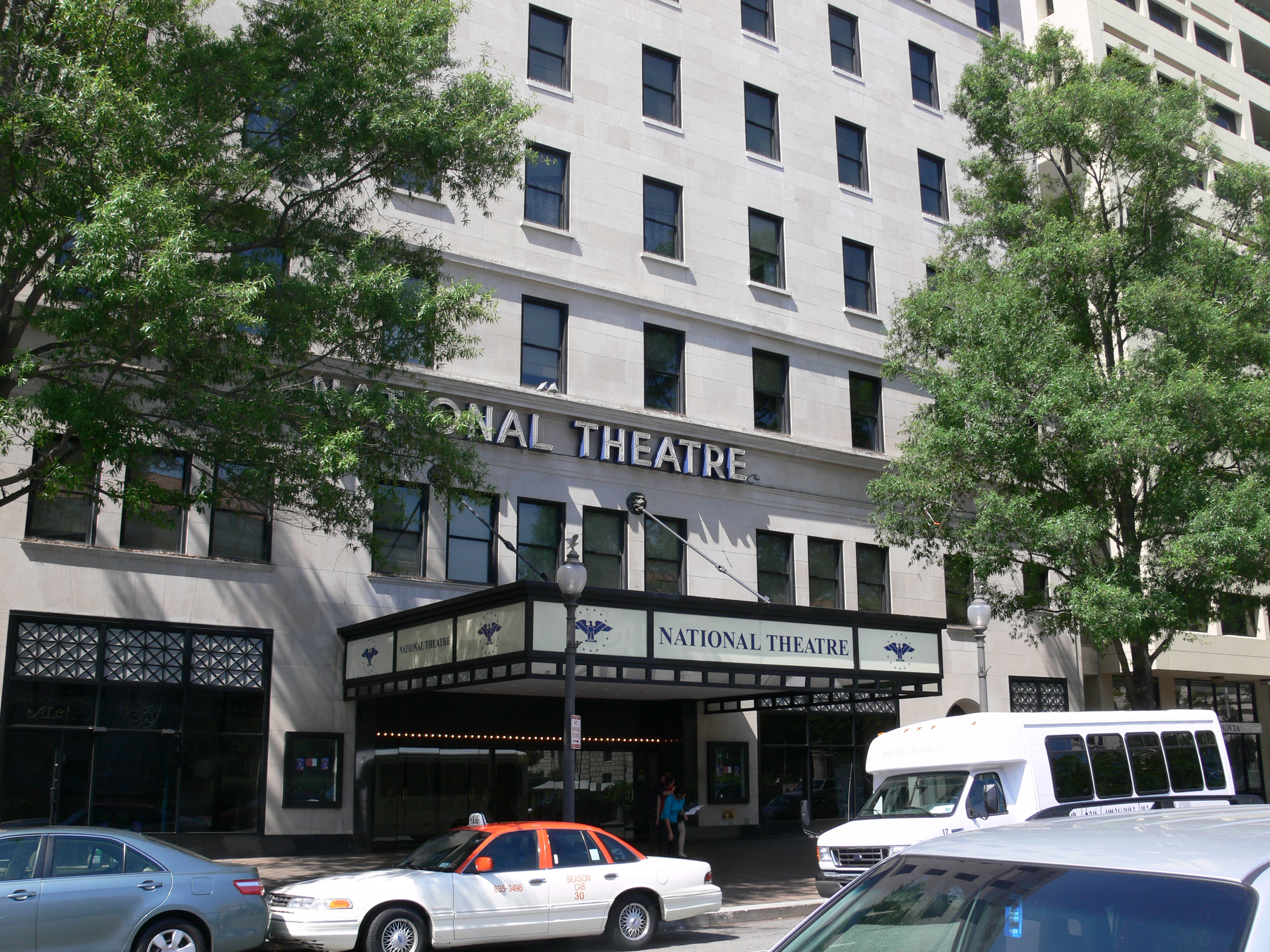
Le National theatre à Washington D.C. aujourd'hui, où l'avant-première fut un succès critique et commercial.

En dépit de son succès immédiat et des critiques élogieuses, aucune des revues ne mentionne Sondheim, simplement listé comme coparolier et éclipsé par Berstein, mieux connu. Bernstein, grand seigneur, retire son nom en tant que coauteur des lyrics, bien que Sondheim ne se reconnaisse pas un crédit unique pour ce qu'il considère comme des apports flamboyants de Bernstein. Robbins demande et obtient la reconnaissance d'un « Conceived by » et l'utilise pour justifier des prises de décision majeures concernant des changements dans le spectacle sans consulter les autres. En conséquence, lors de la soirée d'ouverture à Broadway, aucun de ses collaborateurs ne lui parle.

### Réception
L'avant-première à Washington, D.C. est un réel succès critique et commercial qui ne se démentira jamais par la suite.
Pour Louis Oster et Jean Vermeil, « West Side Story fait l'effet d'une bombe dans l'univers sucré du Broadway d'alors. ». A leur sens, il incarne « la renaissance de la comédie musicale américaine. La faconde de l'opéra italien y voisine la continuité de l'allemand : l'œuvre est si riche en musique qu'elle tient presque de la durchkomposition. La culture symphonique de Bernstein, les couleurs à la Stravinsky en particulier, et son goût pour le jazz font merveille ».

### La partition
La partition d'orchestre de West Side Story est la première d'une comédie musicale à avoir été publiée.
| Orchestration |
| Cordes |
| violons, violoncelles, contrebasses, |
| Bois I |
| flûte, piccolo, saxophone alto, clarinette en si bémol, clarinette basse (joués par la même personne)                                            |
| Bois II |
| clarinette en si bémol, clarinette en mi bémol, clarinette basse (joués par la même personne)                                                    |
| Bois III |
| piccolo, flûte, hautbois, cor anglais, saxophone ténor, saxophone baryton, clarinette en si bémol, clarinette basse (joués par la même personne) |
| Bois IV |
| piccolo, flûte, saxophone soprano, saxophone basse, clarinette en si bémol, clarinette basse (joués par la même personne)                        |
| Bois V |
| basson |
| Cuivres |
| 2 cors en fa, 3 trompettes en si bémol, 2 trombones                                                                                              |
| Cordes pincées |
| 1 guitare électrique, 1 guitare espagnole, 1 mandoline                                                                                           |
| Claviers |
| piano, célesta |
| Percussions |
| timbales, percussion, |

L’orchestre, plus que dans d’autres comédies musicales, joue un rôle important dans le drame qui se joue. Notamment dans la scène Rumble. Pour la création, l'orchestre comptait 28 musiciens (5 bois, 7 cuivres, 2 percussions, piano, guitare et cordes). Prévus au départ, les altos furent supprimés avec l’accord de Bernstein mais en échange du recrutement de deux violoncellistes virtuoses. Contrairement à ce qu'on constate habituellement dans l'orchestration des comédies musicales, une partie de basson fut ajoutée par Bernstein car celui-ci tenait à la participation d’un ancien camarade étudiant bassoniste du Curtis Institute. L’orchestration fut réalisée en trois semaines par Irwin Kostal et Sid Ramin mais toujours sous la direction de Bernstein.
En 1961, Leonard Bernstein tire de sa partition une suite orchestrale intitulée Symphonic Dances from West Side Story dont une des pièces, Mambo, est parfois jouée isolément en raison du brio de son orchestration.
1. Prologue (Allegro moderato)
2. Somewhere (Adagio)
3. Scherzo (Vivace e leggiero)
4. Mambo (Meno presto)
5. Cha-Cha (Andantino con grazia)
6. Meeting Scene (Meno mosso)
7. Cool / Fugue (Allegretto)
8. Rumble (Molto allegro)
9. Finale (Adagio)

## Création

### Broadway

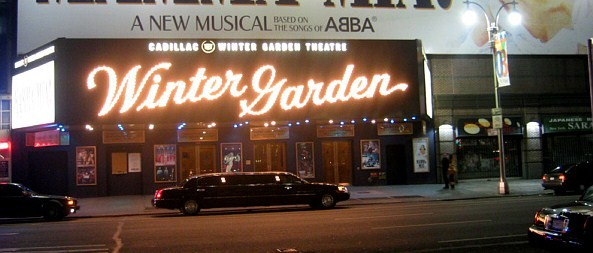
Le Winter Garden Theatre où, le 26 septembre 1957, eut lieu la première de West Side Story

À la suite des avant-premières à Washington et Philadelphie données à partir du mois d'août 1957, la production originale est créée au Winter Garden Theatre de Broadway le 26 septembre 1957. Le spectacle est mis en scène et chorégraphié par Jerome Robbins, produit par Robert E. Griffith et Harold Prince et interprété par Larry Kert et Carol Lawrence dans les rôles de Tony et Maria et par Chita Rivera dans celui d'Anita. Robbins et Oliver Smith remportent les Tony Award pour la meilleure chorégraphie et les meilleurs décors. Carol Lawrence, pour le prix de la meilleure actrice dans le rôle principal d'une comédie musicale, Max Goberman pour celui du meilleur directeur musical et Irene Sharaff pour les meilleurs costumes sont également nommés. Après 732 représentations à Broadway, la production part en tournée, puis revient au Winter Garden Theatre en 1960 pour encore 253 représentations (lors de cette reprise en 1960, Allyn Ann McLerie remplace Chita Rivera dans le rôle d'Anita). Le directeur musical est Joe Lewis.

#### Distribution de la création
| - Larry Kert : Anton dit « Tony », Américain d'origine polonaise, cofondateur des Jets - Carol Lawrence : Maria, Portoricaine, sœur de Bernardo - Michael Callan : Riff, cofondateur et chef des Jets - Hank Brunjes : « Diesel », commandant en second - Eddie Roll : « Action » - Tony Mordente : « A-Rab » - David Winters : « Baby John », plus jeune membre des Jets - Grover Dale : « Snowboy » - Martin Charnin : « Big Deal » - Tommy Abbott : « Gee-Tar » - Frank Green : « Mouthpiece » - Lee Theodore : « Anybody », garçon manqué - Carole D'Andrea : Velma - Wilma Curley : Graziella - Nanette Rosen : Minnie - Marilyn D'Honau : Clarice - Julie Oser : Pauline - George Chakiris : Bernardo, chef de la bande des Portoricains, les Sharks - Chita Rivera : Anita, amie de Maria et fiancée de Bernardo | - Jamie Sanchez : Chino, meilleur ami de Bernardo et fiancé de Maria - Ronnie Lee : « Nibbles » - George Marcy : Pepe - Noel Schwartz : « Indio » - Al de Sio : Luis - Gene Gavin : « Anxious » - Jay Norman : Juano - Erne Castaldo : « Toro » - Jack Murray : « Moose » - Reri Grist : Consuelo, cousine d'Anita - Marilyn Cooper : Rosalia - Carmen Gutierrez : Teresita - Elizabeth Taylor : Francisca - Art Smith : « Doc », propriétaire de la cafétéria où travaille Tony - William Bramley : l'officier Krupke, officier de police local - Arch Johnson : le lieutenant Schrank, son supérieur - John Harkins : « Glad Hand », travailleur social local |

### West Endde Londres

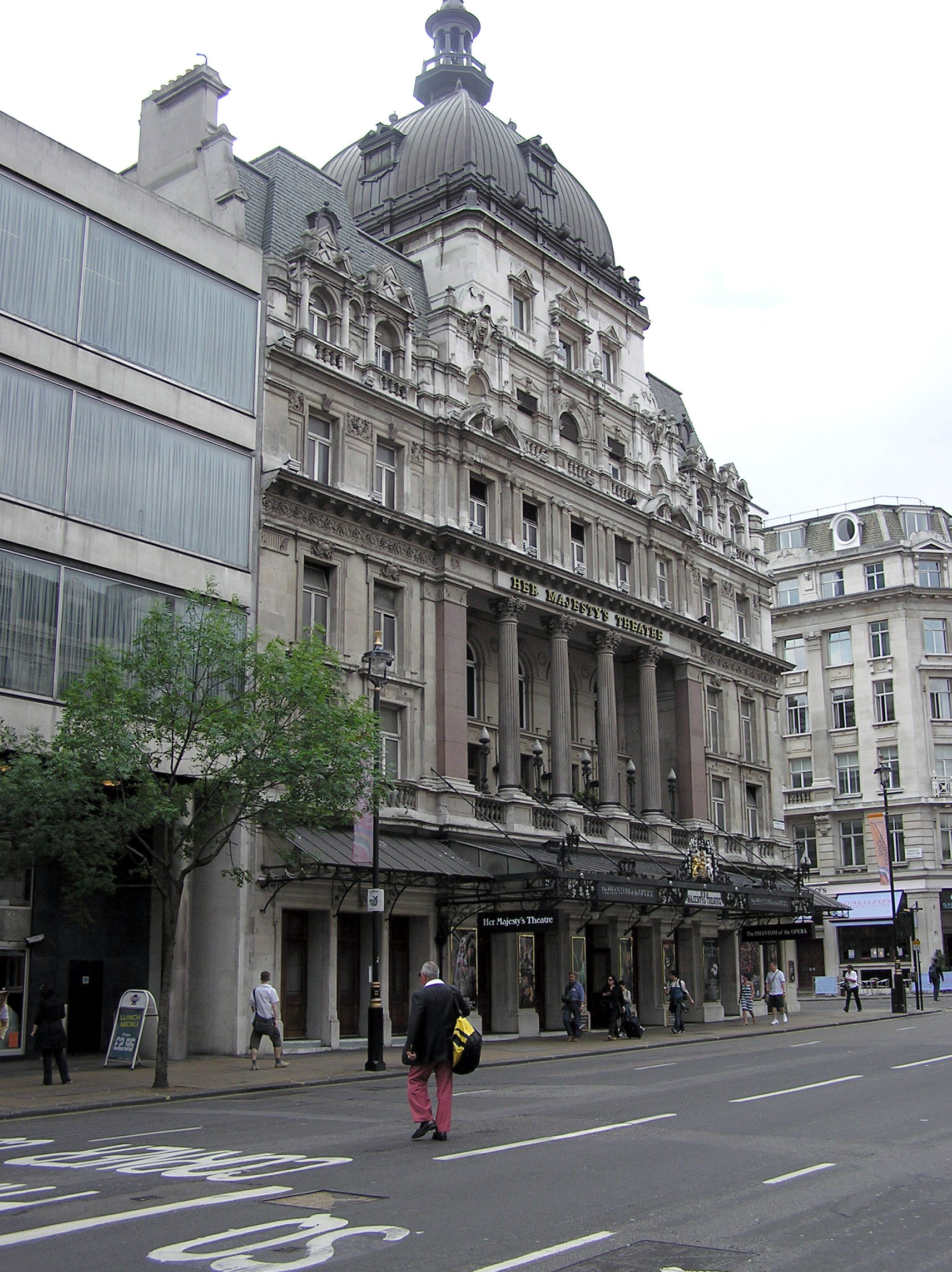
Her Majesty's Theatre, salle où eut lieu le 12 décembre 1958 la première londonienne.

La première européenne a lieu en 1958 au Manchester Opera House avant d'arriver à Londres où le spectacle débute au Her Majesty's Theatre dans le quartier des théâtres le vendredi 12 décembre 1958. Le spectacle reste à l'affiche jusqu'en juin 1961 avec un total de 1 039 représentations. Il est mis en scène et chorégraphié par Robbins assisté de Peter Gennaro dans la scénographie d'Oliver Smith. George Chakiris, qui remportera un Oscar du cinéma avec le rôle de Bernardo dans la version du film de 1961, joue ici le rôle de Riff, Marlys Watters est Maria, Don McKay, Tony et Chita Rivera, Anita. David Holliday, qui jouait Gladhand jusqu'à la première de Londres, reprend le rôle de Tony et a pour partenaires Roberta d'Esti (Maria) et Mary Preston (Anita). En février 1962, The West End Production (H.M. Tennent) entame une tournée de cinq mois dans les pays nordiques qui l'amène à Oslo, Göteborg, Stockholm et Helsinki. Robert Jeffrey reprend le rôle de Tony et Jill Martin celui de Maria.

## Reprises à Broadway

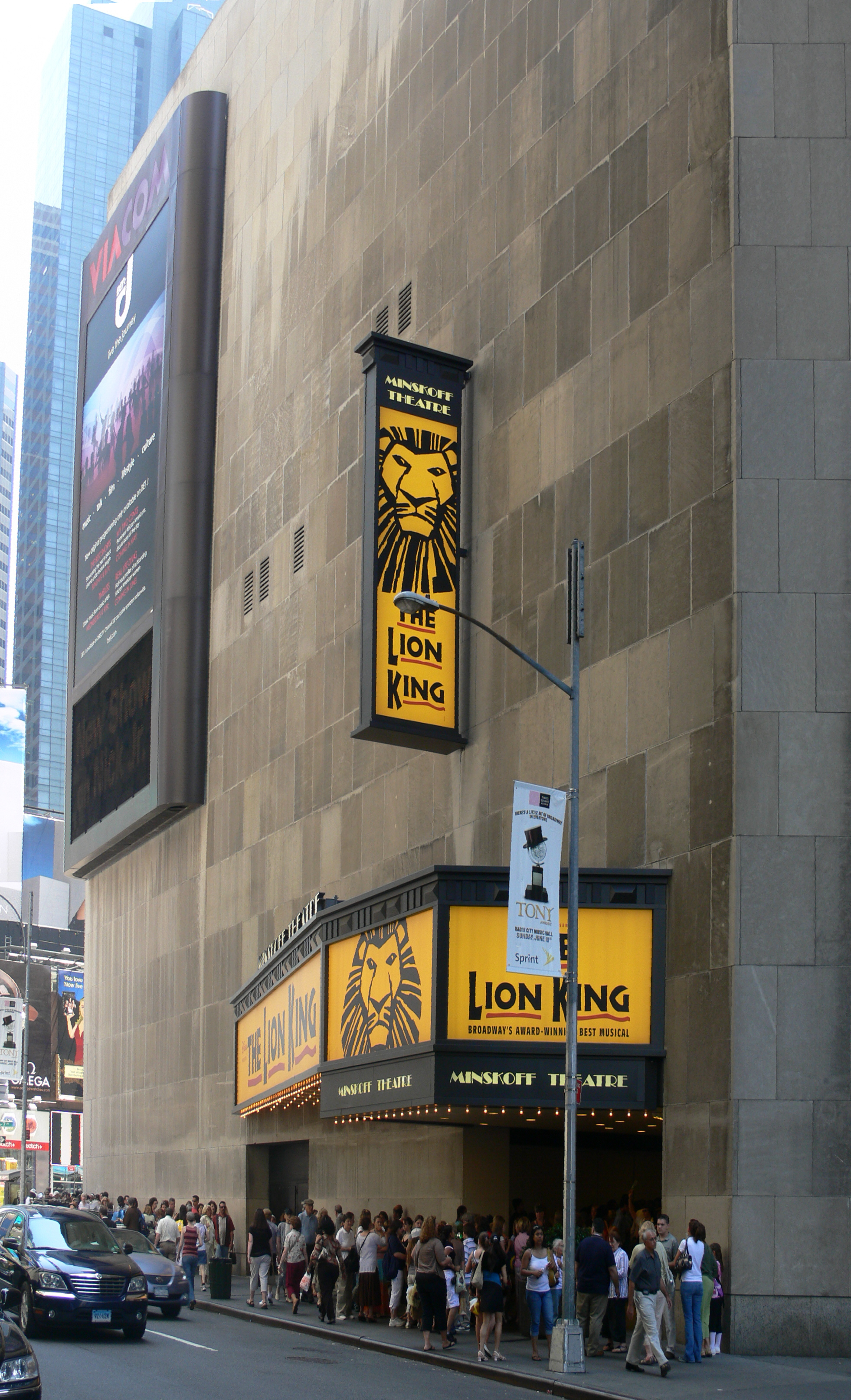
Le Minskoff Theatre, où le 14 février 1980 eut lieu la reprise à Broadway.

Le 8 avril 1964 débute la production de la Light Opera Company du New York City Center pour une série de 31 représentations qui se terminent le 3 mai. Tony est joué par Don McKay et Maria par Julia Migenes. La mise en scène de Gerald Freedman est basée sur le concept original de Robbins et la chorégraphie est revue par Tommy Abbott.
La production de Richard Rodgers au Musical Theater est donnée au New York State Theater du Lincoln Center du 24 juin 1968 au 7 septembre (89 représentations), dans la mise en scène et la chorégraphie de Lee Theodore et la scénographie d'Oliver Smith, avec Kurt Peterson (Tony) et Victoria Mallory (Maria).
Une nouvelle reprise de la production de Broadway, mise en scène et chorégraphiée par Robbins avec la collaboration de Tommy Abbott et Lee Becker Theodore est jouée 333 fois dans la scénographie d'Oliver Smith au Minskoff Theatre, du 14 février 1980 au 30 novembre. Kenneth Marshall est Tony, Josie de Guzman, Maria et Debbie Allen Anita. Les deux actrices sont nommées pour le Tony Award de la meilleure actrice principale dans une comédie musicale et le spectacle est nommé dans la catégorie meilleure reprise (pièce de théâtre ou comédie musicale). Debbie Allen reçoit le Drama Desk Award de l'actrice d'exception dans une comédie musicale. La distribution comprend également Brent Barrett (Diesel), Harolyn Blackwell (Francisca), Stephen Bogardus (Mouth Piece), Reed Jones (Big Deal), et Sammy Smith (Doc). Plusieurs dances de la production seront présentes dans le spectacle Jerome Robbins' Broadway vainqueur du Tony Award en 1989.
Arthur Laurents exprime sa déception à propos de la reprise de 1980 : « J'ai imaginé une nouvelle version qui rendra [la comédie musicale] tout à fait contemporaine sans en changer un mot ni une note » indique-t-il en 2007. Il dirige la nouvelle reprise au National Theatre de Washington entre le 15 décembre 2008 et le 17 janvier 2009. L'avant-première à Broadway se déroule le 23 février 2009 et la première a lieu le 19 mars 2009 au Palace Theatre,. La production mêle les lyrics et les dialogues en espagnol au livret en anglais. Les traductions sont de Lin-Manuel Miranda. Laurents précise : « Les conventions culturelles du théâtre musical de 1957 rendent quasiment impossible l'authenticité des personnages. Chaque membre des deux gangs était alors un tueur en puissance. Aujourd'hui, ils ne le seraient pas que virtuellement. Seuls Tony et Maria cherchent à échapper à ce monde,,. » En 2009, les lyrics en espagnol pour A Boy Like That (Un hombre asi) et I Feel Pretty (Me siento linda) sont à nouveau remplacés par les paroles anglaises. Les rôles principaux sont tenus par Matt Cavenaugh (Tony), Josefina Scaglione (Maria) et Karen Olivo (Anita). Karen Olivo remporte le Tony Award de la meilleure comédienne dans une comédie musicale, pour lequel Josefina Scaglione est également nommée,. La distribution remporte le Grammy Award du meilleur album de comédie musicale.

### Adaptations
- West Side Story (1961) de Robert Wise et Jérome Robbins avec Natalie Wood et Richard Beymer.
- West Side Story (2021) de Steven Spielberg avec Rachel Zegler et Ansel Elgort.